# Transifex
Transifex (укр. Трансифекс) — веборієнтована платформа управління локалізацією. Платформа розроблена для технічних проєктів з частим оновленням змісту: програмного забезпечення, документації та вебсайтів. Технічні засоби, що надаються платформою, дозволяють розробникам автоматизувати процес локалізації.
Використання Transifex можливе на умовах SaaS. При цьому з вільних проєктів плата за використання сервісу не стягується.

## Опис
Служба надає платформу для розміщення файлів перекладів і має ряд функцій соціальних мереж: можливості обговорення, пропозиція варіантів перекладу і голосування за варіанти перекладу дозволяють перекладачам вести спільну роботу.
З травня 2012 Transifex управляється компанією Transifex, Inc.
В основі Transifex лежить вебфреймворк Django і мова програмування Python. Сервіс розроблений власником Transifex (раніше відомої як Indifex) Димітрисом Глезосовим в рамках проєкту Google Summer of Code.

## Історія
Transifex починався як один з проєктів на Google Summer of Code і спочатку був призначений для вирішення проблем з локалізацією в Fedora. Зараз Transifex відокремився від Fedora Project і підтримується молодою компанією Transifex, Inc. Творець Transifex, Димітрис Глезос, з 2007 року зайнятий популяризацією підходу Transifex до локалізації програмного забезпечення.
Станом на січень 2013 вебсайт Transifex.com [Архівовано 4 червня 2021 у Wayback Machine.] обслуговує переклад більше 4000 проєктів, включаючи Django і Creative Commons. Transifex використовується безпосередньо та іншими проєктами, наприклад XFCE і ROSA Linux.

## Опис процесу перекладу
Власник програмного забезпечення створює проєкт на Transifex. Потім створює команду перекладачів або призначає координаторів для створення команд. Власник проєкту або координатор завантажують тексти для перекладу на Transifex. Після цього команди перекладачів можуть приступити до роботи. Готові переклади можуть бути завантажені власником проєкту вручну або за допомогою клієнтського ПЗ Transifex tx-client.

## Редакція SaaS
На початку 2009 року була представлена SaaS-редакція Transifex. Це комерційна версія Transifex, заснована на тій же кодовій базі, але з розширеним набором можливостей. Деякі з них перераховані далі.

### Формати документів, що підтримуються
Android, ресурси Apple, ASP, файли .desktop, Gettext (файли PO/POT), Microsoft.NET, файли з вихідним кодом (C, Java, PHP, QT Linguist), файли Joomla INI, Mozilla DTD, простий текст, субтитри, вебсторінки, файли XLIFF, XML, YAML та інші.

### Окремі функції
- Розширена підтримка форматів файлів: YAML, XHTML, XLIFF, PO і PLIST.
- Можливість експорту перекладів для роботи в офлайновому режимі.
- Онлайновий редактор Lotte для роботи з перекладами.
- Клієнт командного рядка, що дозволяє робити завантаження файлів на Transifex і вивантаження готових перекладів.
- Механізм пам'яті перекладів, що полегшує переклад ресурсів, перекладених в інших проєктах.
- Інструменти відстеження активності проєктів і контролю стану перекладу.
- Система повідомлень команд перекладачів, що забезпечує обмін інформацією.
- API для взаємодії зі сторонніми сервісами та програмами.
- Можливість створення приватних закритих проєктів.
- Можливість повторного використання команд перекладачів при роботі над кількома проєктами.
- Глосарій, що дозволяє встановлювати переклад термінів методом голосування.

## Відомі користувачі
- Pinterest
- Eventbrite
- Django і Django-cms
- Fedora
- MeeGo
- Creative Commons
- Mercurial і BitBucket
- XFCE
- І інші проєкти з відкритим кодом, включаючи RPM, Yum, PackageKit, Pulseaudio, Midnight Commander, Cherokee, TortoiseSVN, тощо.

## Схожі проєкти
Одним з компонентів Launchpad є схожий сервіс локалізації.
- Crowdin — (укр. «Кр́авдин») — веборієнтована платформа для управління перекладами і локалізацією [1] для програмних продуктів і суміжної документації.
- translatewiki.net — заснована на веб локалізаційна платформа, створена розширенням до MediaWiki Translate, що робить MediaWiki потужним інструментом для перекладу різноманітних текстів.